# Premi Unión de Actores a la millor interpretació revelació
El Premi a la millor interpretació revelació lliurat per la Unión de Actores entre 1991 i 2001 reconeixia la millor interpretació d'un actor o actriu dins d'una pel·lícula, obra de teatre o sèrie de televisió.
Des de l'edició de 2002, aquesta categoria es desdobla en:
- Millor actriu revelació
- Millor actor revelació

## Guardonats
| Any  | Guanyadora           | Pel·lícula               |
| ---- | -------------------- | ------------------------ |
| 2001 | Pilar López de Ayala | Juana la Loca            |
| 2000 | Juan José Ballesta   | El Bola                  |
| 1999 | Ana Fernández        | Solas                    |
| 1998 | Lola Dueñas          | Mensaka                  |
| 1997 | Andoni Erburu        | Secretos del corazón     |
| 1996 | Íngrid Rubio         | Más allá del jardín      |
| 1995 | María Pujalte        | Entre rojas              |
| 1994 | Ruth Gabriel         | Días contados            |
| 1993 | Nancho Novo          | La ardilla roja          |
| 1992 | Javier Bardem        | Jamón, jamón             |
| 1991 | Carme Conesa         | Las chicas de hoy en día |